# Jonas Kern
Jonas Kern (* 7. Juli 1946 als Dieter Kern in Strausberg) ist ein deutscher Schriftsteller.

## Leben
Jonas Kern studierte Wirtschaftswissenschaften; er schloss dieses Studium 1976 mit dem Diplom ab. Anschließend unterrichtete er in Deutschkursen für Migranten. Nachdem er in den 1980er und 1990er Jahren eine Reihe von Gedichtbänden veröffentlicht hat, ist er heute – meist in Zusammenarbeit mit Thomas Klarmeyer – als Verfasser von Fernsehdrehbüchern, u. a. aus dem Bereich Comedy, tätig. Kern lebt seit 1951 in Köln.

## Werke (Auswahl)
- Gegenstände des täglichen Bedarfs. Edition Fundamental, Köln 1985.
- Der Fett. Edition Fundamental, Köln 1986 (+ 1 Tonkassette).
- Make-up, Make-up. Frauenfeindliche Gedichte. Edition Fundamental, Köln 1986.
- Die Kunst der Fuge. Nach Anweisungen von Johann Sebastian Bach. Edition Fein, Köln 1987.
- Goth of English – Goethe auf Englisch. Landpresse, Weilerswist 1997, ISBN 3-930137-67-4.
- PISA-Test mit Jörg Pilawa. Das Buch zur Sendereihe. Mentor-Verlag, München 2006, ISBN 978-3-580-63252-6 (zusammen mit Thomas Klarmeyer)[1]